# 危険な関係 (1999年のテレビドラマ)
『危険な関係』（きけんなかんけい）は、1999年10月14日から12月23日まで毎週木曜日22:00 - 22:54に、フジテレビ系「木曜劇場」枠で放送されたテレビドラマ。主演は豊川悦司。

## あらすじ
タクシー運転手の魚住新児（豊川悦司）は、ある日、高校時代の同級生・都築雄一郎（石黒賢）を、成田空港で偶然客として乗せる。雄一郎は香港から19年ぶり帰国したと言い、新児との久しぶりの再会を驚くと同時に、新児の職業を見下して嘲笑う。高校時代、成績優秀だった新児に対し、高校を中退した雄一郎は大手スーパー「都屋」の御曹司で、亡父の跡を継ぎ新社長となることが決まっている。雄一郎は目的地の高級ホテルに着いてからも、わざわざ新児にスイートルームまで荷物を運ばせ、帰ろうとする新児を無理に引き止める。高級ワインや仕立ての良いスーツなどを例に、自身の地位や名誉、富と権力をひけらかし、それらを持たない新児の人生を全否定する。別れ際に新児の運転するタクシーを見送りながら、尚も新児を揶揄う雄一郎の目に余る態度に、新児の中で積もり積もっていた何かがふいに弾ける。思わずアクセルを踏み込み、雄一郎を轢いてしまった新児は、雄一郎をタクシーのトランクに入れて運び、衣服を脱がせた全裸の状態で河川へ遺棄する。翌日、証拠隠滅を目的として雄一郎の宿泊ホテルのスイートルームに来ているところに、社長秘書・若林ちひろ（篠原涼子）が現れる。そこで若林から都築雄一郎であると誤解されたことを契機に、新児はある自らの問いに答えを出すため、「都屋社長・都築雄一郎」に成りすますことを決意する。その頃、捜査ニ課刑事の速水有季子（藤原紀香）は、関係者の中に死者も出ている都屋のワインの食品偽装にからむ横領事件を追っていた。

## キャスト
魚住 新児（うおずみ しんじ）〈36〉
演 - 豊川悦司
タクシー運転手。ある日、偶然再会した高校の同級生・都築雄一郎をタクシーに客として乗せるが、大企業の御曹司で新社長となることが決まっている雄一郎から、かつて優等生であった自身の現在を嗤われ、人生を否定される。その別れ際、更に雄一郎に嘲笑されたことで、衝動的に雄一郎を轢いてしまい、タクシーのトランクに入れて運んだ雄一郎を河川へ遺棄する。あることを確かめる為に、魚住新児の人生を捨て、都築雄一郎として生きることを決意する。
速水 有季子（はやみ ゆきこ）〈28〉
演 - 藤原紀香
警視庁捜査二課刑事。男社会である警察に馴染めないでいる。奔放な捜査に出るようになる。新児に強く惹かれる。
河瀬 鷹男（かわせ たかお）〈27〉
演 - 稲垣吾郎
小説家志望のゴーストライター。有季子とは友人以上の関係で、捜査にも協力している。都家の黒い疑惑に対し、強引な捜査を続ける有季子を心配しているが、新児に興味を抱いたことで積極的に情報収集するようになる。
若林 ちひろ（わかばやし ちひろ）〈23〉
演 - 篠原涼子
都屋の社長秘書。雄一郎が泊まっているホテルの部屋に居た新児を雄一郎であると誤解したまま秘書を務めるが、徐々に違和感を覚えるようになる。新児に想いを寄せている。
都築 雄一郎（つづき ゆういちろう）〈36〉
演 - 石黒賢
都屋の創業者・都築勇三の長男であり、都家の後継者とされている。父・勇三の病死により、その遺産や会社経営を引き継ぐため香港から19年ぶりに帰国する。新児とは高校の同級生であるが、自らを高級ワインに例え、人間はラベルで決まると発言するなど傲慢な性格。
都築 綾子（つづき あやこ）〈40〉
演 - 余貴美子
勇三の後妻で、元ホステス。都築雄一郎として都家本社に現れた新児を一目見て、雄一郎本人でないことに気付く。
迫田 仁美（さこた ひとみ）〈34〉
演 - 床嶋佳子
新児の元妻で看護師。新児との間に授かった一人娘・さやかを幼くして亡くした過去を持ち、現在は独り身で仕事一筋に生きている。いつも新児を気遣う。
野々村 正一（ののむら しょういち）〈38〉
演 - モロ師岡
警視庁捜査二課の刑事で、有季子の尊敬する上司。無鉄砲だが、常に真相解明に懸命な有季子に目をかけている。板ガムが好物。
蟹江 欣也（かにえ きんや）〈50〉
演 - 田窪一世
新児が勤めるタクシー会社の上司。いきなり辞表を出すなど、様子がおかしい新児を心配している。
藤城 夏恵（ふじしろ なつえ）〈18〉
演 - 菅原禄弥
足が不自由で車椅子に乗っている少女。新児のタクシーを利用し、新児を慕うようになる。
桜庭 恭子（さくらば きょうこ）〈23〉
演 - 菊川怜
看護師。
大沢刑事
演 - 中丸新将
有季子の上司。
梅本管理官
演 - 小木茂光
警視庁捜査一課課長。
宮部 暁〈14〉
演 - 山下智久
松宮副社長
演 - 鹿内孝

## スタッフ
- 脚本：井上由美子
- 演出：中江功、木村達昭、水田成英
- 音楽：吉俣良、神津裕之（オリジナルサウンドトラック「危険な関係」）
- 主題歌：井手麻理子「There must be an angel (Playing with my heart)」（avex tune）

※ユーリズミックスのカバー
- プロデュース：山口雅俊
- 制作著作：フジテレビ

## 放送日程
| 各話                                                       | 放送日         | サブタイトル              | 演出     | 視聴率 |
| ---------------------------------------------------------- | -------------- | ------------------------- | -------- | ------ |
| 第1話                                                      | 1999年10月14日 | 運命の出会い              | 中江功   | 15.5%  |
| 第2話                                                      | 1999年10月21日 | 華麗なる嘘と誘惑          | 中江功   | 17.7%  |
| 第3話                                                      | 1999年10月28日 | 栄光と転落の足音          | 木村達昭 | 14.1%  |
| 第4話                                                      | 1999年11月4日  | 名前のないあなた          | 水田成英 | 13.8%  |
| 第5話                                                      | 1999年11月11日 | あなたはニセ者!           | 中江功   | 16.6%  |
| 第6話                                                      | 1999年11月18日 | 違う! 別人の写真          | 木村達昭 | 13.6%  |
| 第7話                                                      | 1999年11月25日 | みんなに全部ばらしてやる! | 中江功   | 12.7%  |
| 第8話                                                      | 1999年12月2日  | 同級生? しかも同一人物だ! | 水田成英 | 14.3%  |
| 第9話                                                      | 1999年12月9日  | 死んでなかった!           | 木村達昭 | 12.9%  |
| 第10話                                                     | 1999年12月16日 | 危険すぎる恋              | 中江功   | 13.6%  |
| 最終話                                                     | 1999年12月23日 | さらば愛する人よ          | 中江功   | 12.4%  |
| 平均視聴率 14.3%（視聴率は関東地区・ビデオリサーチ社調べ） |                |                           |          |        |

- 最終話は22時 - 23時14分の20分拡大放送。

## 受賞
- 第23回ザテレビジョンドラマアカデミー賞[1][2]
  - 最優秀作品賞
  - 主演男優賞（豊川悦司）
  - ベストドレッサー賞（藤原紀香）
  - 監督賞（中江功、木村達昭、水田成英）
  - 劇中音楽賞

## 関連商品
- 危険な関係〜完全版〜 VHS 全5巻（2000年4月19日・4月28日・5月17日発売、ポニーキャニオン）
- 危険な関係 オリジナル・サウンドトラック（1999年11月17日発売、ポニーキャニオン）

## 備考
- DVD化の要望が多いが、内容が社会的影響力がある思考内容の為、避けられていると言われまだ商品化されていない。
- エンディングのタイトルバックは茨城県の海岸で撮影されたが、撮影日は東海村JCO臨界事故の翌日だった。ちなみに豊川が運転していたのは、放送当時のスポンサーである三菱自動車の初代デボネアである。参考リンク